# Mercado San José
El Mercado San José se encuentra en Mollendo (Perú). El edificio fue construida el 25 de mayo de 1926.  Se caracteriza por tener una arquitectura neoclásica. El 27 de septiembre de 2007 fue declarado Monumento Histórico con RD N° 1285-INC.